# Selbstverwaltungskörperschaft
Eine Selbstverwaltungskörperschaft ist eine Körperschaft des öffentlichen Rechts, der das Recht eingeräumt ist, ihre eigenen Angelegenheiten selbständig zu verwalten (Selbstverwaltung).

Dazu gehören insbesondere:
- kommunale Gebietskörperschaften (kommunale Selbstverwaltung);
- Universitäten (universitäre Selbstverwaltung);
- Berufsständische Körperschaften (berufsständische Selbstverwaltung);
- Krankenkassen, Rentenversicherungen, Berufsgenossenschaften (Selbstverwaltung der Institutionen der Sozialversicherung).